# خوان کارلوس مولینا مرلوس
خوان کارلوس مولینا مرلوس (اسپانیایی: Juan Carlos Molina Merlos‎؛ زادهٔ ۱۸ ژوئیهٔ ۱۹۷۴) دوچرخه‌سوار اهل اسپانیا است.